# Первухинский сахарный завод
Первухинский сахарный завод — предприятие пищевой промышленности в посёлке городского типа Гуты Богодуховского района Харьковской области Украины.

## История

### 1869—1917
Сахарный завод в селе Гуты Богодуховского уезда Харьковской губернии Российской империи был построен в 1869 году.
В 1881 году сахарный завод (в это время имевший мощность 100 т свёклы в сутки) и участок земли размером свыше 4 тыс. десятин купил сахарозаводчик Л. Е. Кёниг.
Начавшийся в 1900 году экономический кризис осложнил положение рабочих завода, и в апреле 1902 года они остановили работу и вывели из строя машины, после чего харьковский губернатор И. М. Оболенский распорядился прислать в село роту солдат из Богодухова.
После начала первой русской революции, в октябре 1905 года рабочие завода объявили забастовку и начали митинг. Прибывшие драгуны разогнали митинг, однако владелец завода был вынужден пойти на уступки и удовлетворить некоторые требования рабочих.

### 1918—1991
В январе 1918 года завод был национализирован, а на землях поместья Кёнига организовали совхоз, но в начале апреля 1918 года Богодуховский уезд оккупировали немецкие войска (которые оставались здесь до ноября 1918 года), а на сахарном заводе была создана немецкая администрация. В дальнейшем, до 1919 года завод находился в зоне боевых действий гражданской войны. В 1919 году Гутянский сахарорафинадный завод получил новое название — Первухинский сахарный завод (в память о работнике предприятия, машинисте Г. К. Первухине, принимавшем активное участие в установлении в селении Советской власти).
Во время Великой Отечественной войны с октября 1941 до августа 1943 посёлок находился под немецкой оккупацией.
После ВОВ в годы восстановления народного хозяйства СССР был восстановлен сахзавод, который в январе 1945 года уже работал..
После войны на базе предприятия был создан Первухинский сахарный комбинат, в состав которого вошли сахарный завод и обеспечивавший его сырьём местный совхоз.
В целом, в советское время завод являлся крупнейшим предприятием посёлка.

### После 1991
После провозглашения независимости Украины завод был передан в ведение министерства сельского хозяйства и продовольствия Украины.
В июле 1995 года Кабинет министров Украины утвердил решение о приватизации находившихся здесь сахарного завода и свеклосовхоза, после чего государственное предприятие было преобразовано в открытое акционерное общество.
В 1998 году собственником завода стала харьковская компания «Бисквит-Шоколад».
Осенью 2004 года в связи с затяжными дождями и замедлением сбора свёклы положение сахарных заводов Харьковской области осложнилось, и в начале октября 2004 года Первухинский завод досрочно приостановил работу. Всего в сезоне сахароварения 2004 года завод переработал 143 тыс. тонн свёклы.
В сезон сахароварения 2005 года завод переработал 153 тыс. тонн свёклы.
Начавшийся в 2008 году экономический кризис и вступление Украины в ВТО в мае 2008 года осложнили положение предприятия, количество работников было сокращено на 18 % (с 311 до 265 человек). Тем не менее, в 2008 году завод переработал 147,2 тыс. тонн свёклы и произвёл 21,8 тыс. тонн сахара.
В 2009 году завод переработал 123 тыс. тонн свёклы и произвёл 18,2 тыс. тонн сахара.
В 2010 году завод переработал 94,8 тыс. тонн свёклы и произвёл 10,7 тыс. тонн сахара.
Весной 2013 года завод остановил работу, но в дальнейшем возобновил деятельность.
В 2016 году завод произвёл 6 тыс. тонн сахара.